# Пралаковая керамика

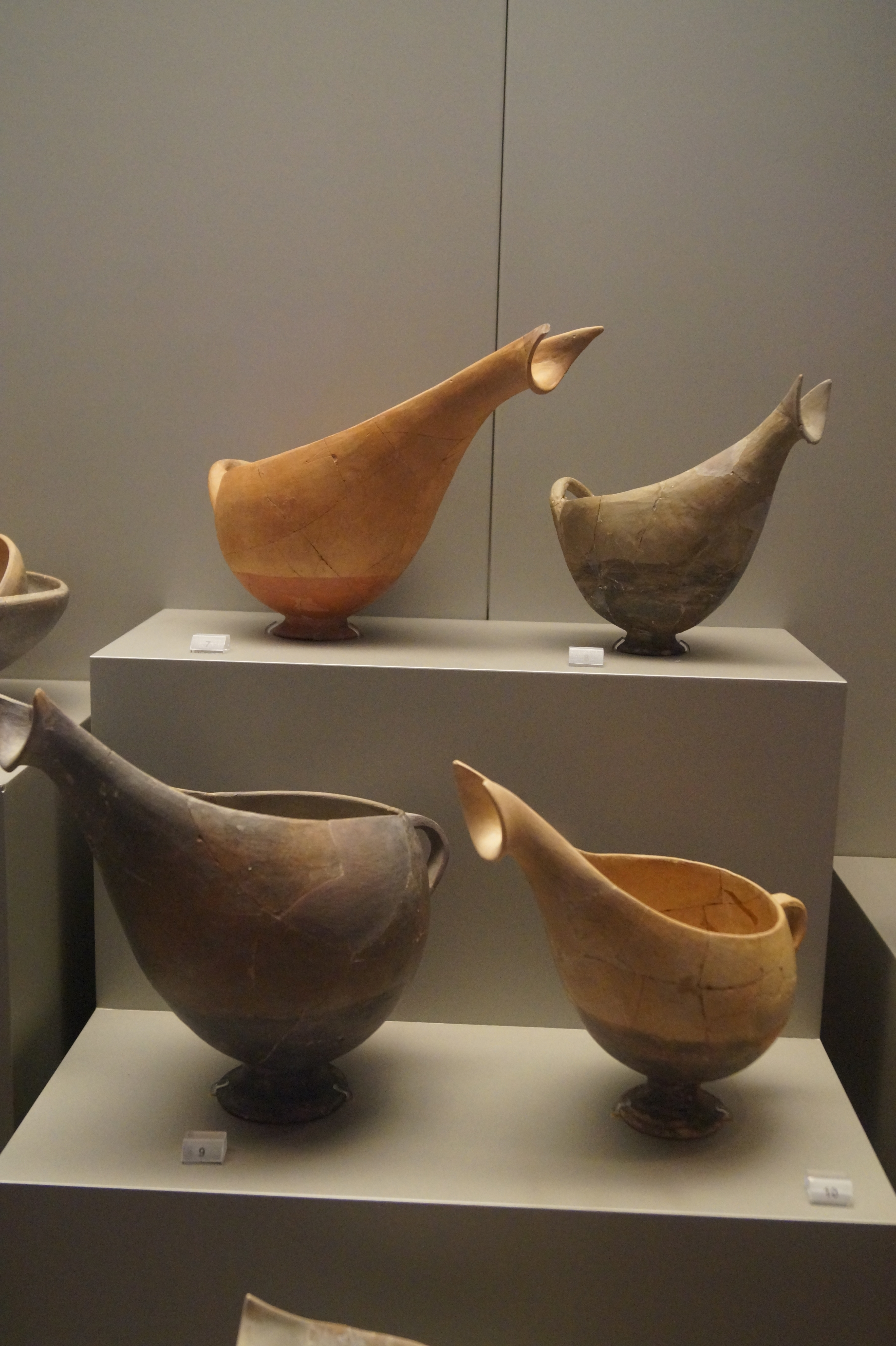
Сосуды из поселения раннеэлладского (РЭ) II периода Аскитарио на восточном побережье Аттики. Национальный археологический музей в Афинах

«Пралаковая» керамика (урфирнис, нем. Urfirnis) — монохромная керамика, характерная для раннеэлладского (РЭ) II периода (периода Лерны III) в Греции, которая в среднем неолите распространяется на Пелопоннесе, в Аттике, Беотии и на Эвбее. Сосуды изготовлены без помощи гончарного круга, то есть просто вылеплены из глины. Однако посуда этого вида более высокого качества: она лучше вылеплена, имеет более тонкие стенки, обжиг даёт твёрдый черепок ровного коричневого или кирпичного цвета. Некоторые из сосудов не уступают лучшим образцам современного дизайна. Большая часть сосудов лишена росписей. Поверхность частично или полностью покрыта блестящим ангобом (который часто неточно называется глазурью), иногда тёмно-коричневым, иногда желтоватым (обычно он наносился на поверхность сосуда ещё до обжига). Распространение монохромной «пралаковой» керамики содействовало дальнейшему развитию системы росписи сосудов. Выполненный блестящим «пралаком» орнамент придавал вазам особую яркость и расцвеченность. В. С. Титов отмечает, что если орнамент наносили на фон, уже покрытый «пралаком», то узор получался чёрным; если же роспись клали на поверхность натуральной жёлтой или красной глины, то роспись выходила красноватой. Среди форм следует отметить так называемый соусник — овальная открытая ваза с сильно вытянутым, слегка изогнутым носиком и ручкой на «корме», предназначенная для наливания жидкостей, и так называемый аск — небольшой яйцевидный сосуд с коротким носиком-сливом на конце.